# Fuente Egipcia
La Fuente Egipcia del Dios Canopo, más conocida como Fuente Egipcia, es una fuente monumental que se encuentra en el Parque del Retiro, en la ciudad española de Madrid. Fue proyectada en el primer tercio del siglo XIX por el arquitecto Isidro González Velázquez (1765-1840), para embellecer la orilla meridional del Estanque Grande, siguiendo los gustos románticos de la época. Su estilo es neoegipcio, aunque también presenta algunas trazas neoclásicas.

## Toponimia
La fuente fue concebida como un capricho paisajístico, un tipo de elemento ornamental, por lo general tematizado, en el que se recrea, mediante modelos arquitectónicos singulares, algún asunto fantasioso, histórico, exótico o rústico. Otros caprichos levantados en el Retiro a lo largo del siglo XIX fueron la Casa del Pescador, la Casa del Contrabandista, la Montaña Rusa de los Gatos, la Casa Persa o la Casa del Pobre, estas dos últimas perdidas, cuyos nombres reflejan la tematización de sus diseños.
Por tanto, el topónimo de la fuente obedece a una clara intención de referenciar arquitectónica y escultóricamente al Antiguo Egipto, un tema que, en aquella época, suscitaba un especial interés, gracias a la campaña napoleónica de Egipto (1798-1801) y el desarrollo de la egiptología.
Originalmente el conjunto fue bautizado como Fuente del Ídolo Exipcio, como tituló el propio Isidro González Velázquez en su proyecto, conservado en el Archivo General del Palacio Real de Madrid. Sin embargo, finalmente se impuso el nombre de Fuente Egipcia del Dios Canopo, por la errónea identificación del vaso canopo de su frontal con una divinidad, que posteriormente daría lugar a la fórmula abreviada de Fuente Egipcia. 
Debido a la forma redondeada del citado recipiente, popularmente se la conoce como Fuente de la Gorda, Fuente de la Preñada o Fuente de la Tripona; y por su proximidad con el desaparecido Río Grande o de El Mallo, una ría artificial que arrancaba en el Estanque del Retiro, otro de los topónimos empleados es Fuente del Mallo, si bien éste se encuentra en desuso.

## Historia

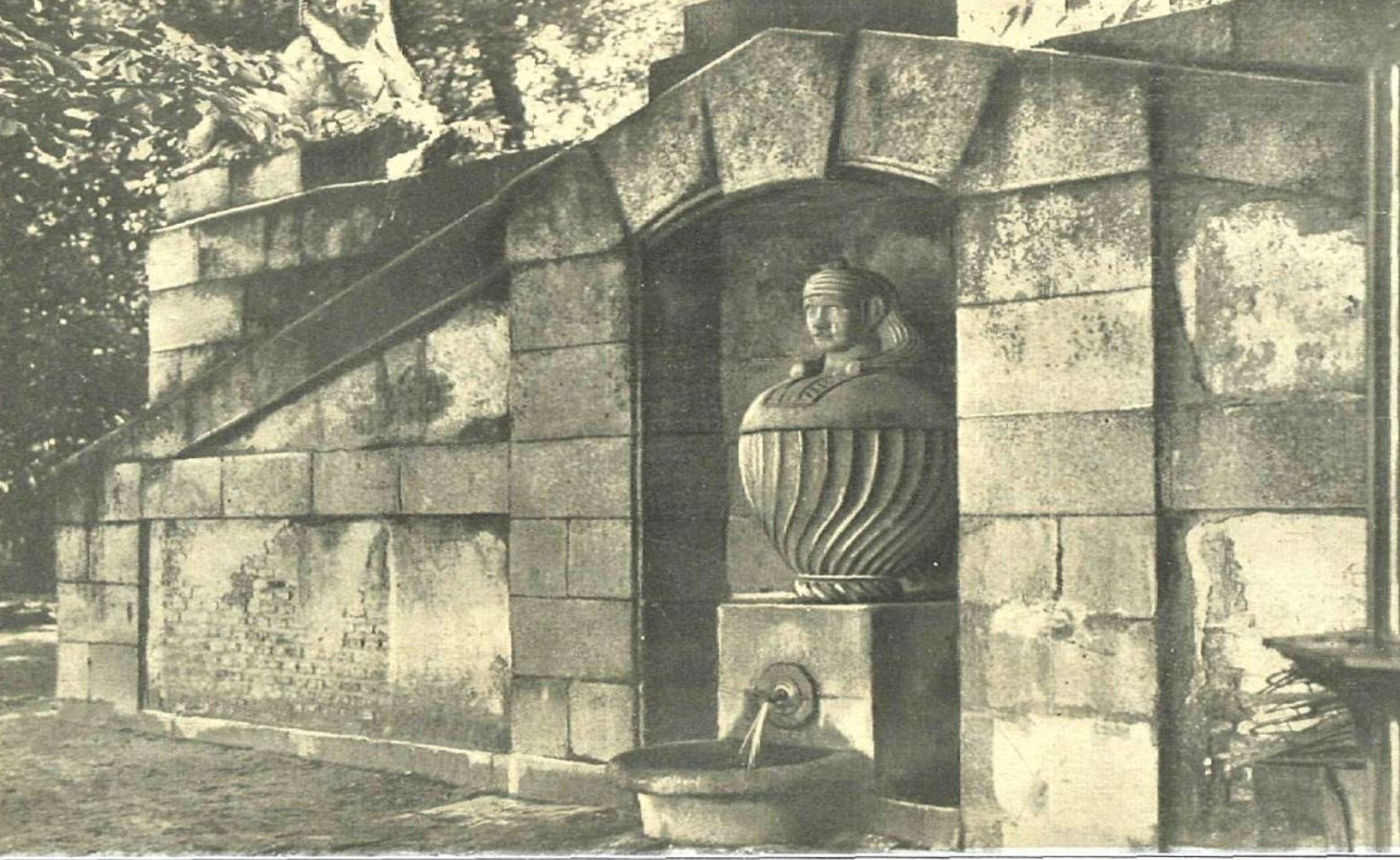
La fuente en una fotografía publicada en 1922 por la revista La Esfera.

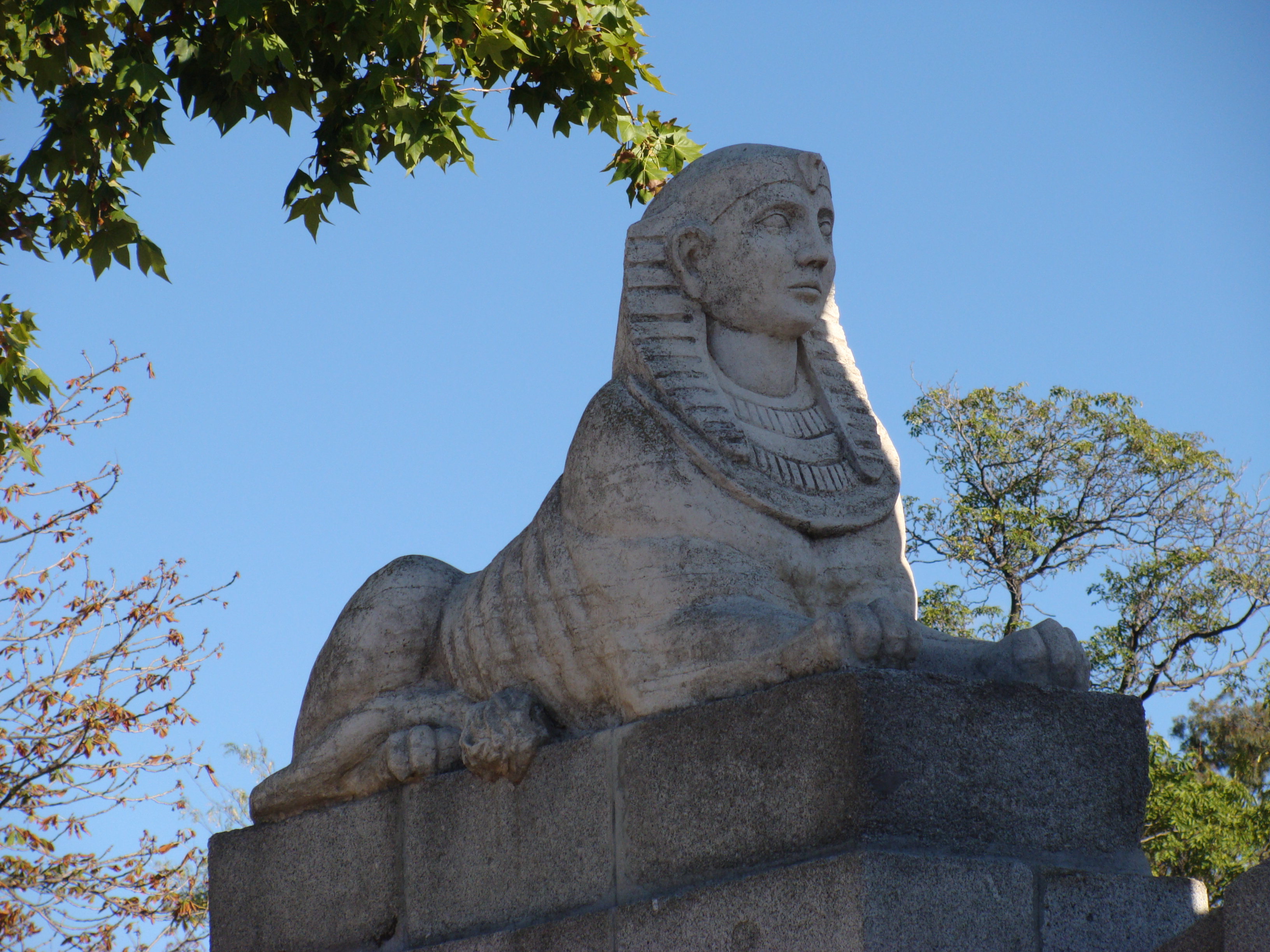
Detalle de una de las esfinges laterales.

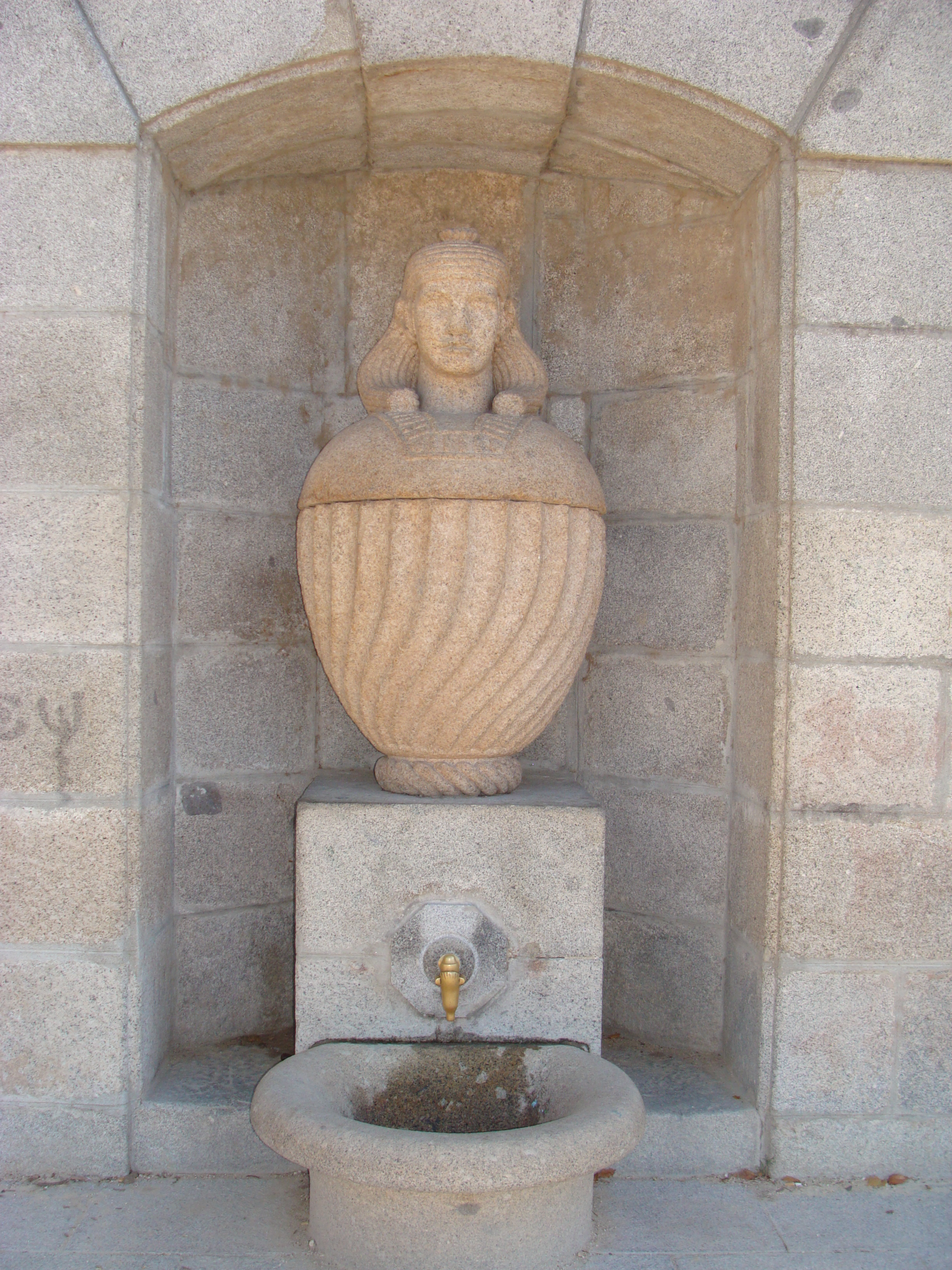
Vista de la hornacina donde se aloja el vaso canopo.

La construcción de la fuente se enmarca dentro del proyecto de recuperación que el rey Fernando VII (1784-1833) le encargó a Isidro González Velázquez para el Sitio del Buen Retiro, tras su regreso a España en 1814, y que supuso la transformación romántica del paraje. Esta antigua posesión de la Corona, origen del parque actual, había sufrido daños de consideración durante la Guerra de la Independencia (1808-1814), al haber sido utilizada como cuartel general de las tropas napoleónicas.
Para el entorno del Estanque Grande González Velázquez ideó tres estructuras principales: el Embarcadero Real, la Fuente Egipcia y la Columna colosal de Fernando VII. De todas ellas solo se llevaron a cabo las dos primeras, aunque, tras la demolición del embarcadero a principios del siglo XX, para la edificación en su lugar del Monumento a Alfonso XII, únicamente se conserva la Fuente Egipcia.
González Velázquez redactó el proyecto en 1819. Pese a ello, la fuente no fue concluida hasta 1850, tras varios años de paralización de las obras. La dirección de los trabajos corrió a cargo del arquitecto Alfonso Rodríguez, discípulo de aquel y autor de otras fuentes madrileñas, como La Fuentecilla. En 1922 desapareció el grupo escultórico de Osiris situado en el remate. El Ayuntamiento de Madrid procedió a la restauración de todo el conjunto en 1995, si bien la citada pieza no fue restituida.

## Descripción
La Fuente Egipcia fue levantada en la ribera sur del Estanque Grande del Buen Retiro, donde ocupa la parte central, para disimular un depósito de agua ahí existente, al que se anexa. Era el elemento principal de una composición más amplia, planeada para toda la orilla, que se ha desvirtuado al desaparecer los dos pabellones laterales que le acompañaban inicialmente y construirse posteriormente varios quioscos de hostelería.
Al estar pegada al citado depósito, la fuente se configura muralmente, a modo de fachada. Está formada por un frontón, en cuyo centro se abre una hornacina con un vaso canopo estrigilado, un recipiente funerario del Antiguo Egipto, donde se depositaban las vísceras de los difuntos, lavadas y embalsamadas. Éste se apoya sobre un dado, en el que hay instalado un grifo, con un pilón circular a sus pies.
A los lados surgen dos pedestales, en los que descansan dos esfinges, dispuestas simétricamente y enfrentadas. En el vértice central se eleva otro pedestal y sobre éste un fragmento de columna clásica, en la que se asentaba la escultura de Osiris perdida.
González Velázquez pudo basarse en las obras egipcias y neoegipcias que tuvo ocasión de contemplar en Roma, durante su viaje de formación por Italia. Tanto en la Villa Borghese como en la Villa Albani existen modelos de vasos canopos custodiados por esfinges, que le pudieron servir de referencia, mientras que el Antínoo como Osiris, de la Villa Adriana, pudo inspirarle para el estatua que coronoba el conjunto. Asimismo, el alzado triangular que presenta la fuente parece ser una alusión a la Pirámide Cestia.
La Fuente Egipcia destaca por el cromatismo de sus materiales. Su muro frontal combina los tonos rojizos del ladrillo con los grises del granito, a los que se añaden los naranjas del pedestal central, hecho también con esta piedra. Por su parte, el vaso canopo está labrado en granito rosado y las esfinges en caliza blanca. Originalmente éstas eran de yeso, pero en 1995 fueron sustituidas por réplicas, debido a su mal estado.